# Zajori
Zajori (en georgiano: ზახორი) o Zajjor (en osetio: Захъхъор; en ruso: Заккор) es un pueblo que pertenece a la parcialmente reconocida República de Osetia del Sur, parte del distrito de Leningor, aunque de iure pertenece al municipio de Ajalgori de la región de Mtsjeta-Mtianeti de Georgia.

## Toponimia
El nombre del pueblo debe provenir del noble Zajor Gaznelidze, que vivió en el siglo XVI. 

## Geografía
Zajori está ubicado a orillas del el río Lejura, en el oeste del municipio de Ajalgori. El pueblo se compone de las aldeas de Kvemo Zajori, Shua Zajori y Zemo Zajori.  

## Historia
La historia de Zajori está ligada a la familia Gaznelidze. En 1625, Andukafar Amilajvar junto con el duque de Ksani separaron a la familia de Aznaur Gaznelidze y sus propiedades se dividieron. Según el registro de Saamilajvro, los siervos de Zurab Gaznelidze, campesinos georgianos, vivían en Zajori.
Durante el conflicto georgiano-osetio, entre 1992 y 2008, el pueblo estaba en la parte occidental del municipio de Ajalgori y por tanto, en la zona de control de la de facto República de Osetia del Sur, en la frontera con la zona de control de Georgia. Después la guerra ruso-georgiana de 2008, el pueblo quedó bajo el control de las autoridades de la Osetia del Sur.   

## Demografía
La evolución demográfica de Zajori entre 1959 y 2015 fue la siguiente:
| 258                                                      | 250 | 22 |
| (Fuente: Population of South Ossetia since Soviet times) |     |    |

El pueblo está habitado principalmente por osetios. Según datos de 1959, 253 residentes vivían en la aldea, incluidas 101 personas en el Zemo Zajori, 81 personas en el Shua Zajori  y 76 personas en el Kvemo Zajori, en el que los osetios constituían la mayoría absoluta.